# Lareiga décor
Lareiga décor är en stekelart som först beskrevs av Tosquinet 1903.  Lareiga décor ingår i släktet Lareiga och familjen brokparasitsteklar. Inga underarter finns listade i Catalogue of Life.